# 比荷卢议会
比荷卢议会，正式名称为比荷卢议会间大会（荷蘭語：Benelux Interparlementaire Assemblee），是比荷盧聯盟的机构之一。该议会由比利时、荷兰和卢森堡于1955年11月5日签署协议成立，这意味着在1958年2月3日成立比荷卢联盟时，它已经存在了3年。比荷卢议会向各国政府提供有关经济和跨国合作的建议。如果有共同利益或当前事件需要，它的建议也可能涉及其他事项。该议会还将其成员所在议会中的意见报告给比荷卢三国政府。
在2009年6月12日—13日的会议上，比荷卢议会一致通过一项建议：将其工作方式现代化以及审查三国之间签署的协议。经过几年的关于扩展比荷卢议会权限的讨论，2015年1月20日，比荷卢三国签署一项新协议。该协议加强了比荷卢议会的质询权，并改进了它的工作方式，但仍未赋予其决策权。该协议还将比荷卢议会的正式名称从之前的比荷卢议会间咨询委员会改为现在的正式名称。